# بخش فنگهوا
بخش فنگهوا (به لاتین: Fenghua District) یک منطقهٔ مسکونی در چین است که در نانگبو واقع شده‌است. بخش فنگهوا ۱٬۲۴۹ کیلومتر مربع مساحت و ۴۹۰٬۰۰۰ نفر جمعیت دارد.